# NGC 2924
NGC 2924 este o galaxie eliptică situată în constelația Hidra. A fost descoperită în 12 februarie 1836 de către John Herschel. Se află la o distanță de 52,24 de megaparseci de Pământ.